# FSArchiver
FSArchiver es una herramienta para la  clonación del disco que se ejecuta en Linux. FSArchiver puede guardar las particiones que están en una partición y restaurarla en otro tipo de partición. Es una continuación  de PartImage, el cual era un proyecto  de uno de los autores, e implementa características nuevas que PartImage no tenía. 
FSArchiver se orienta  a tener más características y menos Experiencia de usuario que PartImage. Por esto es utilizado por otro programas y herramientas para su funcionalidad. Dos del más importantes características que PartImage carece son el  soporte para comprimir con varios núcleos y la manejar particiones Ext4.

## Características
Para los usuarios de Windows, FSArchiver incluye soporte experimental para NTFS. FSArchiver soporta los sistemas de archivo  modernos como ext4, reiser4 y btrfs.
Otras notables características  incluyen compresión multihilo de los archivos, guardados como archivos (a diferencia de los generadores de imágenes por bloque de herramientas similares) para mejorar la compresión ignorando los espacios vacíos.
Una característica esencial de FSArchiver es todo archivo tiene una  suma de verificación. Si un archivo esta corrupto lo ignora y prosigue con el resto.